# Wymysłów (powiat kozienicki)
Wymysłów – wieś w Polsce położona w województwie mazowieckim, w powiecie kozienickim, w gminie Kozienice. 
Miejscowość wchodzi w skład sołectwa Przewóz.
W latach 1975–1998 miejscowość administracyjnie należała do województwa radomskiego, zaś przed 1975 r. do województwa kieleckiego.
Wierni kościoła rzymskokatolickiego należą do parafii Świętego Krzyża w Kozienicach.